# Слубице
Слубице (пољ. Słubice) је град у Пољској у Војводству Лубушком у Повјату słubicki. Према попису становништва из 2011. у граду је живело 17.045 становника.

## Становништво
Према прелиминарним подацима са пописа, у граду је 2011. живело 17.045 становника.
| 2002.  | 2011.  | 2012.  |
| ------ | ------ | ------ |
| 17.306 | 17.045 | 16.902 |

## Партнерски градови
- Франкфурт на Одри
- Тихуана
- Хајлброн